# دورالکس
دورالکس (انگلیسی: Duralex) شرکت شیشه‌سازی فرانسوی است، که در سال ۱۹۴۵ تأسیس شد.